# Cranioleuca weskei
El curutié de Vilcabamba (Cranioleuca weskei) es una especie —o la subespecie Cranioleuca marcapatae weskei, dependiendo de la clasificación considerada– de ave paseriforme de la familia Furnariidae, perteneciente al numeroso género Cranioleuca. Es endémica de los Andes del sureste de Perú.

## Distribución y hábitat
Se encuentra únicamente en el sureste de Junín (Valle del Mantaro), norte de Ayacucho, (departamento del Cuzco|Cuzco]] (cordillera de Vilcabamba), en el sureste de Perú.
Esta especie habita en selvas húmedas montanas y bosques enanos entre los 2400 y 3500 m de altitud, donde prefiere los bambuzales Chusquea.

## Estado de conservación
El curutié de Vilcabamba había sido calificado como casi amenazado por la Unión Internacional para la Conservación de la Naturaleza (IUCN) hasta el año 2017 debido a que su pequeña zona de distribución y su población, todavía no cuantificada, se presumían estar en decadencia moderadamente rápida como resultado de la continua pérdida de hábitat y su fragmentación; sin embargo en nueva evaluación en 2020, se le considera preocupación menor.

## Sistemática

### Descripción original
La especie C. weskei fue descrita por primera vez por el ornitólogo estadounidense James Van Remsen Jr. en 1984 bajo el nombre científico Cranioleuca marcapatae weskei; la localidad tipo es: «Cordillera Vilcabamba, 3250 m, 12°36’ S, 73°30’ W, Cuzco, Perú».

### Etimología
El nombre genérico femenino «Cranioleuca» se compone de las palabras del griego «κρανιον kranion» que significa ‘cráneo’, ‘cabeza’, y «λευκος leukos» que significa ‘blanco’, en referencia a la corona blanca de la especie tipo: Cranioleuca albiceps; y el nombre de la especie «weskei», conmemora al ornitólogo estadounidense John S. Weske (1936–).

### Taxonomía
La presente especie es tradicionalmente tratada como la subespecie C. marcapatae weskei del curutié de Marcapata (Cranioleuca marcapatae) por la mayoría de los autores y clasificaciones, pero es reconocida como especie separada por Aves del Mundo (HBW), Birdlife International (BLI) y más recientemente por el Congreso Ornitológico Internacional (IOC) con base en diferencias morfológicas y de vocalización.
Las principales diferencias apuntadas por HBW para justificar la separación son: la corona blanca; la marcante lista negra lateral a la corona; y el canto, dado de forma más uniforme, más corto en duración, más rápido y con frecuencia máxima menor, y con perfil diferente de las notas. 
El par formado por la presente especie y C. marcapatae está hermanado con Cranioleuca albiceps. Es monotípica.